# Е. Билар
Е. Билар (фр. E. Billard) је била француска компанија за производњу аутомобила, које је 1922. године почела производњу у Villeneuve-la-Guyard-у под називом бренда Билар. Производњу аутомобила је прекинула 1925. године.

## Аутомобили
Компанија је производила лаке моделе циклкара. Мањи модел са мотором снаге 2-2,5 КС са простором за једну особу и већи са моторо снаге 4 КС као двосед.